# Dehydrocholsäure
Dehydrocholsäure ist eine chemische Verbindung aus der Gruppe der Gallensäuren.

## Gewinnung und Darstellung
Dehydrocholsäure kann durch Oxidation von Cholsäure gewonnen werden.

## Eigenschaften
Dehydrocholsäure ist ein weißer Feststoff. Er kommt natürlich in Rindergalle vor.

## Verwendung
Dehydrocholsäure wurde früher als Cholagogum, Choleretikum und Testsubstanz verwendet, als Arzneimittel etwa im Präparat Feloflux, ein Cholagogum, Desinfizienz und Choleriticum der Fabrik pharmazeutischer Präparate Verla Pharm.